# 淡色黃蝶
淡色黃蝶（學名：Eurema andersonii），又名安迪黃粉蝶、淡黃蝶、一點黃粉蝶、淡色黃粉蝶。是一種小型的蝴蝶，屬於粉蝶科（即黃蝶與白蝶類），分布於孟加拉、印度、緬甸以及亞洲其他地區。

## 描述
濕季型：雄蝶。翅面上方：前翅外緣帶適中寬度，中段略微向內傾斜，下段則稍稍向外斜出。後翅有一條適中寬度的外緣帶。翅面下方具略為明顯的普通斑紋，前翅具有兩個細胞斑，近基部處的斑點已模糊不清。雌蝶未見。
乾季型（圖2a、b）：雄蝶。上方翅面與濕季型相似。下方翅面普通斑紋明顯，前翅有一個中段細胞斑，並具有或多或少明確的近翅端斑塊。

雌蝶：翅面上方顏色較淡，前翅外緣帶稍寬，後翅亦具適中寬度的外緣帶。下方翅面與雄蝶相似。——查爾斯·斯文豪，Lepidoptera Indica．第七卷

## 亞種與分布
本種的亞種如下：
- E. a. andersoni (Moore, 1886) 分布於馬來半島、浮羅交怡、新加坡、蘇門答臘、婆羅洲、泰國及中南半島
- E. a. godana (Fruhstorfer, 1910) 分布於台灣
- E. a. udana (Fruhstorfer, 1910) 分布於西爪哇
- E. a. ormistoni (Watkins, 1925) 分布於印度南部
- E. a. anamba (Corbet & Pendlebury, 1932) 分布於阿南巴斯群島
- E. a. evansi (Corbet & Pendlebury, 1932) 分布於安達曼群島
- E. a. jordani (Corbet & Pendlebury, 1932) 分布於錫金與不丹
- E. a. konoyi (Morishita, 1973) 分布於巴拉望
- E. a. nishiyamai (Shirôzu & Yata, 1981) 分布於尼亞斯島
- E. a. kashiwaii (Shirôzu & Yata, 1981) 分布於松巴島
- E. a. sadanobui (Shirôzu & Yata, 1982) 分布於泰國、寮國、柬埔寨、越南南部與雲南南部
- E. a. albida (Shirôzu & Yata, 1982) 分布於婆羅洲（砂拉越）
- E. a. shimai (Yata & Gaonkar, 1999) 分布於印度南部[6]

## 分佈
台灣主要分布低至中海拔。

## 生活史
棲息於常綠闊葉林，一年多代。成蝶活躍於林間、林緣及溪邊，喜訪花，雄蝶常聚濕地吸水。幼蟲專食鼠李科的翼核木與光果翼核木，以及Ventilago goughii。